# اشتباكات غزة وإسرائيل 2020
اشتباكات غزة-إسرائيل في عام 2020 هي تصعيدات عسكرية بين جيش الاحتلال الإسرائيلي والمقاومة الفلسطينية في قطاع غزة، يتخللها ضربات جوية إسرائيلية ضد أهداف عسكرية ومدنية فلسطينية وهجمات صاروخية للمقاومة الفلسطينية تجاه مستوطنات ومواقع عسكرية إسرائيلية.

## الاشتباكات

### اشتباكات أغسطس 2020
في 11 أغسطس 2020، أعاد شبان فلسطينيون إطلاق البالونات الحارقة تجاه حقول مستوطنات غلاف قطاع غزة الزراعية مطالبين بتخفيف إجراءات الحصار الإسرائيلي على غزة، لهذا اتخذت سُلطات الاحتلال الإسرائيلي عدة إجراءات تمثلت بفرض عقوبات شديدة من إيقاف العمل في معبر كرم أبو سالم التجاري في 11 أغسطس، وتقليص لمساحة الصيد من 15 ميلًا بحريًا إلى 8 أميال في 12 أغسطس.
في 14 أغسطس، شن سلاح الجو الإسرائيلي عدة غارات على مواقع لحركة حماس.
في 18 أغسطس، أعلنت شركة توزيع الكهرباء في قطاع غزة عن توقف عمل محطة توليد الكهرباء في غزة نتيجة إغلاق الاحتلال الإسرائيلي لمعبر كرم أبو سالم وعدم مقدرة الشركة على استيراد الوقود.